# Сельские обыватели
Сельские обыватели — в Российской империи термин Свода законов, означающий сословный эквивалент крестьянства. Кроме собственно крестьян, сельскими обывателями числились также однодворцы, военные поселяне, а также те башкиры и казаки, которые не имели «высших прав состояния» (то есть, не относились к другим сословиям).

## При крепостном праве
До уничтожения крепостного права различались:
- свободные сельские обыватели, к которым причислялись государственные крестьяне разных наименований — в том числе однодворцы, колонисты, вольные люди, половники, царане — независимо от земель (казенных, владельческих, собственных), на которых они были водворены, а также свободные хлебопашцы
- обязанные крестьяне, водворенные на землях помещичьих (уволенные по закону от 2 апреля 1842 года) и в майоратных имениях, пожалованных в западных губерниях
- крепостные.

## В конце XIX века
После отмены крепостного права Свод законов различал две группы сельских обывателей:
- крестьяне-собственники и поселяне-собственники
- временнообязанные крестьяне (работающие на помещичьей земле до выкупа наделов в собственность). К концу XIX века разряд временнообязанных крестьян сохранился лишь в Закавказье. Временнообязанные крестьяне отличались от крестьян-собственников по поземельному своему устройству, но не по правам состояния.

В целом большинство сельских обывателей назывались «крестьянами».
К сельским обывателям были приравнены и инородцы (за исключением евреев), при этом оседлые инородцы были уравнены с сельскими обывателями и в правах, и в порядке управления, а кочевые и бродячие образовывали особенное сословие, равное сельским обывателям в правах, но отличное от него в способе управления.
По правам состояния сельские обыватели составляли низший в государстве класс людей и вместе с мещанами образовывали податные состояния. В своих гражданских отношениях, семейных и имущественных, сельские обыватели подчинялись обычному праву и волостному (сельскому) суду. С другой стороны, юридическое положение сельских обывателей представляло то существенное отличие от юридического положения мещан, что закон предоставлял властям, особенно в лице земского начальника, функции попечительства о хозяйственном их благоустройстве и нравственном преуспеянии, что, между прочим, отражалось в правилах о семейных разделах и переделах; вместе с этим они подлежали не только дисциплинарной власти своих обществ, подобно мещанам, но и административно-карательной власти сельского старосты, волостного старшины и земского начальника.

## Приписка
Права сельских обывателей обуславливались припиской к сельскому обществу или к волости. В состояние сельских обывателей могли записываться лица бывших податных состояний, а в Сибири — и ссыльнопоселенцы. Приписка совершалась по приёмным приговорам сельских или волостных сходов. По общему правилу, приписывающиеся к сельскому обществу пользовались всеми правами и несли все обязанности членов данного общества; при общинном землевладении они участвовали, следовательно, и в пользовании отведённой обществу в наделе мирской землей. Никакие условия, направленные к ограничению вновь вступающих членов общества в пользовании надельной землей не допускались. В тех сельских обществах, которые в отношении владения землей состояли из нескольких поземельных общин, приёмный приговор составлялся не сельским сходом, а селенным сходом той именно общины, из надела которой принимаемый получал участок в пользование. Приписка к сельскому обществу без права пользования надельной землей допускалась (помимо приёмного приговора, единоличным распоряжением волостного старшины), лишь для крестьян, уволенных из прежнего общества и уже владевших на праве личной собственности участком земли известной величины, расположенным на расстоянии не далее 15 верст от места нахождения того общества, к которому владелец участка желает приписаться. 
В губерниях северо-западных и закавказских на приписку к сельскому обществу без приемного приговора имели также право лица: 1) приобретшие в данном обществе крестьянский участок в полном его составе, и 2) нанявшие, по крайней мере на три года, участок господской земли (в Закавказье — не менее высшего размера подымного полевого надела, в Северо-Западном крае — не менее 10 десятин). Крестьяне, приписавшиеся к сельскому обществу помимо приёмного приговора и без права участия в пользовании мирским наделом, подчинялись, наравне с другими членами общества, волостному и сельскому общественному управлению; участвовали в выборах должностных лиц и в других делах крестьянского управления, а также в раскладке и отправлении обществом казенных податей, земских повинностей и мирских сборов, но освобождались от всех обязанностей, проистекающих из пользования мирским наделом и, не участвовали в решении сельским (или селенным) сходом дел, относящихся до общинного землепользования. Приписка к обществу поселян (бывших колонистов) разрешалась только лицам, имеющим те же самые права состояния. Приписывавшиеся к волостям получали права сельского состояния без принадлежности к сельскому обществу, следовательно — без права участия в надельной земле. Закон, предоставляя сельскому сходу право удалять порочных членов из своей среды, не распространял этого права на волостной сход; но сенатской практикой было признано, что волостной сход вправе отказаться от обратного принятия опороченных по суду лиц, приписанных к волости. Право устранять крестьян от участия в сходах на срок не более трех лет было предоставлено только сельскому сходу и потому не применимо в лицам, приписанным к волости.

## Права сельского состояния
Права сельского состояния сообщались через брак (если жена по происхождению своему не принадлежала к состоянию высшему), рождением (незаконнорождённым детям — их матерью, как это признано сенатом) и усыновлением. Последнее у крестьян заменялось припиской к семействам, на что согласия общества не требовалось. «Прийман» (усыновленный), а равно зять, перешедший в дом тестя на правах сына, в силу приписки к семейству становился членом сельского общества, к которому принадлежит принявшее его семейство, но не приобретал права требовать особого на себя надела, а имел право на пользование мирской землей в составе и наравне с другими членами того семейства. Прекращение прав сельского состояния, кроме лишения прав по суду, обуславливается ещё приобретением прав другого состояния. Приобретение прав одного из привилегированных состояний — дворянства или почётного гражданства — само собою влекло за собой прекращение сельского состояния. Для перехода в мещанство или купечество требовалось предварительное получение увольнительного приговора от сельского общества.
Увольнение крестьянина из сельского общества допускалось при соблюдении следующих условий: чтобы увольняемый отказался от участия в мирском наделе и сдал состоявший в его пользовании участок земли (если последний не выкуплен и не выделен из мирского надела); чтобы к увольнению не было препятствий по отправлению воинской повинности; чтобы на семействе увольняемого не было недоимок и подати были уплачены по 1 января следующего года; чтобы на увольняемом не было бесспорных взысканий, предъявденных волостному управлению; чтобы он не состоял под судом и следствием; чтобы родители его были согласны на увольнение; чтобы остающиеся в обществе члены его семьи, неспособные к труду, были обеспечены; чтобы им был представлен приёмный приговор того мещанского общества, в которое он вступает (на вступление в купечество не требовалось согласия купеческого общества). Последние три условия не требовались от крещёных башкир.

## Реформы начала XX века
Образованные в 1902 году местные комитеты о нуждах сельскохозяйственной промышленности при обсуждении вопроса о правовом положении крестьян в большинстве высказались за отмену административной опеки и уравнение крестьян в правах с прочими сословиями, Наоборот, действовавшая при министерстве внутренних дел редакционная комиссия, руководимая министром внутр. дел (В. К. Плеве) и его ближайшими сотрудниками — А. С. Стишинским и В. И. Гурко, высказалась за сохранение и даже обострение сословной обособленности крестьян. В том же духе работали и многие из числа губернских совещаний, образованных в силу Высочайшего указа 8-го января 1904 года. Прогрессивное течение стало усиливаться только во второй половине 1904 года. В силу манифеста 11 августа этого года телесные наказания, установленные по закону за проступки для сельских обывателей и инородцев, а также других лиц, не изъятых от сих наказаний по правам состояния, были отменены, с заменой их другими взысканиями. Указом 12 декабря было повелено «привести законы о крестьянах к объединению с общим законодательством Империи», чтобы обеспечить за крестьянами «положение полноправных свободных сельских обывателей». Министерство юстиции внесло в 1906 году в Государственную думу законопроект об упразднении волостных судов и отмене судебных функций земских начальников и восстановлении выборной мировой юстиции.

### Указ 5 октября 1906 года
5 октября 1906 года был издан указ «об отмене некоторых ограничений в правах сельских обывателей и лиц других бывших податных состояний». Сельские обыватели были освобождены
- от представления увольнительных общественных приговоров при поступлении в учебные заведения и на гражданскую службу, равно как и от исполнения личных натуральных повинностей и от несения общественной службы на все время учебного курса или состояния в гражданской службе
- от необходимости представления при поступлении в белое духовенство или при пострижении в монашество увольнения от общества, согласия казенной палаты и разрешения губернатора.

Было отменено также обязательное исключение сельских обывателей (и лиц других податных состояний) из обществ при вступлении их в гражданскую службу, при производстве в чины и получении орденов, при окончании учебного курса, при получении ученых степеней, а также вообще при приобретении ими высших прав состояния с предоставлением этим лицам оставаться в составе своих обществ с соответствующими правами и обязанностями. В отношении подсудности и наказаний они стали подчиняться узаконениям, действующим по отношению к тем высшим сословиям или званиям, права которых они приобрели. Сельским обывателям, принадлежащим к составу сельского общества, было разрешено:
- одновременно причисляться к составу других обществ
- получать, по отказе от участия в пользовании мирской землей или по отчуждении принадлежащих им участков таковой земли, беспрепятственное увольнение из сельских обществ, без соблюдения установленных прежним законом требований, с причислением их к своим волостям без согласия волостного схода, кроме тех случаев, когда увольняемые состоят уже в других обществах или на гражданской службе, либо приобрели высшие права состояния.

Указом 5 октября была предоставлена также сельским обывателям и лицам других податных состояний свобода избрания места постоянного жительства, наравне с лицами прочих состояний, с выдачей им, в качестве видов на жительство, бессрочных паспортов. Было отменено запрещение сельским обывателям, не владеющим недвижимостью, писать векселя; разрешено бывшим горнозаводским людям и крестьянам устраивать огнедействующие заведения и лесопильные мельницы, а также производить торговлю лесом в заводских селениях. Отменены были также
- особые правила о наказуемости сельских обывателей и других лиц, подведомственных волостному суду, за проступки, не наказуемые по уставу о наказаниях, налагаемых мировыми судьями (например, за мотовство, пьянство)
- правила о принудительной отдаче лиц быв. податных состояний в общественные работы в качестве особых мер наказания или при несостоятельности их к уплате денежных взысканий
- особые меры взыскания, налагаемые волостными судами в Прибалтийском крае. Была отменена административно-карательная власть земских и крестьянских начальников в отношении лиц, подведомственных волостному, сельскому и инородческому управлениям, но в отношении должностных лиц крестьянского общественного управления и суда эта власть была сохранена.